# Iman Beney
Iman Beney (Yverdon-les-Bains, 23 juli 2006) is een voetbalspeelster uit Zwitserland. Ze speelt als middenvelder en aanvaller voor Manchester City in de Super League.

## Clubcarrière
Beney begon met voetballen op achtjarige leeftijd. In het kanton Wallis speelde ze samen met Naomi Luyt voor FC Savièse en FC Sion. Vanaf 2018 volgde ze de Zwitserse voetbalacademie in Biel/Bienne. In 2022 maakte Beney op zestienjarige leeftijd de stap naar het eerste elftal van BSC Young Boys. Ze maakte op 20 augustus 2022 haar debuut in de Super League. Ze wist al snel een vaste basisplaats te bemachtigen en werd na afloop van het seizoen opgenomen in het elftal van het seizoen. Door een kruisbandblessure moest ze het hele seizoen 2023/24 missen.
In juni 2025 werd Beney gecontracteerd door het Engelse Manchester City. In Manchester tekende ze een vierjarig contract.

## Statistieken
| Seizoen | Club            | Land        | Competitie   | Wedstrijden | Doelpunten |
| ------- | --------------- | ----------- | ------------ | ----------- | ---------- |
| 2022/23 | BSC Young Boys  | Zwitserland | Super League | 18          | 6          |
| 2023/24 | BSC Young Boys  | Zwitserland | Super League | 0           | 0          |
| 2024/25 | BSC Young Boys  | Zwitserland | Super League | 21          | 8          |
| 2025/26 | Manchester City | Engeland    | Super League | 0           | 0          |
| Totaal  | Totaal          | Totaal      | Totaal       | 40          | 14         |

Laatste update: 23 juni 2025

## Interlandcarrière
In mei 2023 behaalde Beney met Zwitserland -17 de halve finale van het EK 2023 in Estland. In een voorbereidingskamp op het WK 2023 in Australië en Nieuw-Zeeland werd ze door bondscoach Inka Grings voor het eerst opgeroepen voor het Zwitserse nationale team. In een vriendschappelijke wedstrijd tegen Zambia maakte Beney haar debuut. In deze wedstrijd gaf ze meteen de assist op de 2-3 van Zwitserland. Beney werd opgenomen in de definitieve selectie van Zwitserland voor het WK 2023, maar moest door een scheur in haar kruisband afzien van deelname aan het eindtoernooi. Haar tweede interland volgde in oktober 2024 tegen Australië nadat ze hersteld was van haar kruisbandblessure.